# Ianiropsis neglecta
Ianiropsis neglecta är en kräftdjursart som först beskrevs av Charles Chilton 1909.  Ianiropsis neglecta ingår i släktet Ianiropsis och familjen Janiridae.
Artens utbredningsområde är havet kring Nya Zeeland. Inga underarter finns listade i Catalogue of Life.